# Semiothisa exustata
Semiothisa exustata là một loài bướm đêm trong họ Geometridae.